# 튀니지 핸드볼 국가대표팀
튀니지 핸드볼 국가대표팀(아랍어: منتخب تونس لكرة اليد)은 튀니지를 대표하여 국제 경기에 참가하는 핸드볼 국가대표팀이며, 튀니지 핸드볼 연맹이 운영하고 있다.

## 대회 기록

### 세계 선수권 대회
- 1967 - 15위
- 1995 - 15위
- 1997 - 16위
- 1999 - 12위
- 2001 - 10위
- 2003 - 14위
- 2005 - 4위
- 2007 - 11위
- 2009 - 17위
- 2011 - 20위
- 2013 - 11위
- 2015 - 15위
- 2017 - 19위
- 2019 - 12위
- 2021 - 25위

### 아프리카 선수권 대회
- 1974 - 1위
- 1976 - 1위
- 1979 - 1위
- 1981 - 3위
- 1983 - 3위
- 1985 - 2위
- 1987 - 3위
- 1989 - 3위
- 1991 - 3위
- 1992 - 2위
- 1994 - 1위
- 1996 - 2위
- 1998 - 1위
- 2000 - 3위
- 2002 - 1위
- 2004 - 2위
- 2006 - 1위
- 2008 - 2위
- 2010 - 1위
- 2012 - 1위
- 2014 - 2위
- 2016 - 2위
- 2018 - 1위
- 2020 - 2위
- 2022 - 4위